# NGC 1568
NGC 1568 este o galaxie lenticulară situată în constelația Eridanul. A fost descoperită în  de către . Se află la o distanță de 62,95 de megaparseci de Pământ.